# Concursul de dans Eurovision 2008
Concursul de dans Eurovision 2008 a fost a doua ediție a Concursului de dans Eurovision și a avut loc la Glasgow, Scoția găzduită de BBC Scoția, pe 6 septembrie 2008. 
Într-o schimbare a regulilor, cuplurile profesionale nu mai sunt potrivite pentru a intra în concurs. Cel puțin un dansator de la fiecare pereche trebuie să fie o celebritate locală, nu profesional antrenat să danseze. O altă schimbare în viitor este faptul că fiecare cuplu va efectua doar o singură dată. În 2008 un grup de experți va fi introdus, cu o greutate de aproximativ 20% din valoarea totală a rezultatului, iar restul de 80% va fi determinată prin televoting. Cele mai mari posibile puncte de la juriu va fi de 48 în timp ce televoting va exprima un număr maxim de 168 de puncte.

## Participanți
Conform regulilor din 2007, Secția 2.2  de pe website-ul oficial, toate intrările în Concursul de dans Eurovision 2008 au căzut de acord să ia parte în 2008 când s-au înscris la primul concurs. Oricum, Elveția și Germania și-au anunțat retragerile din ediția din 2008 a concursului datorită clasificărilor slabe și rezultate sărace în 2007. Ca și numărul de dansuri a fost redus, fiecare cuplu execută odată în loc de două ori, noile țări au fost lăsate să intre în competiție, dar singura nouă țară confirmată pentru a intra în concurs este Azerbaidjan.

### Țări participante
| Țara          | Selecția Națională                   | Data Selecției | Dansatori                             |
| ------------- | ------------------------------------ | -------------- | ------------------------------------- |
| Austria       | Dancing Stars For Europe             | 6 iunie 2008   | Dorian Steidl și Nicole Kuntner       |
| Azerbaidjan   | Internal                             |                | Eldar Dzhafarov și Anna Sazhina       |
| Danemarca     | Internal                             |                | Patrick Spiegelberg și Katja Svensson |
| Finlanda      | Internal                             |                | Maria Lund și Mikko Ahti              |
| Grecia        | Internal                             |                | Jason Roditis și Tonja Kosovich       |
| Irlanda       | The Late Late Show                   | 30 mai 2008    | Gavin Ó Fearraigh și Dearbhla Lennon  |
| Lituania      | Šokių Eurovizija Nacionalinė atranka | 31 iulie 2008  | Karina Krysko și Saulius Skambinas    |
| Țările de Jos | Internal                             |                | Thomas Berge și Roemjana De Haan      |
| Polonia       | Internal                             |                | Edyta Herbuś și Marcin Mroczek        |
| Portugalia    | Dança Comigo (Dansează cu mine)      |                | Raquel Tavares și João Tiago          |
| Rusia         |                                      |                |                                       |
| Spania        | Quiero Bailar                        | 12 iulie 2008  | Rosa López și Nieto                   |
| Suedia        | Let's Dance                          |                | Danny Saucedo și Jeanette Carlsson    |
| Ucraina       | Internal                             |                | Lilia Podkopaeva și Sergey Kostetskiy |
| Regatul Unit  | Internal                             |                |                                       |

### Alte țări ce vor difuza concursul
Următoarele țări vor difuza evenimentul din 2008 fără să trimită reprezentanți:
- Albania
- Belarus
- Bosnia și Herțegovina
- Cipru
- Islanda
- Republica Macedonia